# Эревфалион
Эревфалион (др.-греч. Ἐρευθαλίων) — имя ряда персонажей древнегреческой мифологии.
- Аркадский герой, упомянутый в «Илиаде». Сражался в первых рядах с пилийцами, носил доспехи Арейфоя, полученные от Ликурга. Его убил в поединке юный Нестор[1][2][3].
- Киликиец, упомянутый у Нонна Панополитанского, муж Филлиды и отец Энея. Антиковеды полагают, что Нонн взял все эти имена из этолийских мифов[4][5].
- Сын Криаса, основатель города Эревфалия на востоке Пелопоннеса[6].